# Scotty Bowman
William Scott "Scotty" Bowman (Montreal, Quebec, Canadá, 18 de septiembre de 1933) es un exentrenador de la Liga Nacional de Hockey. Tiene el récord de más victorias con 1.244.
Como entrenador en jefe, Bowman ostenta el récord de nueve triunfos en la Copa Stanley; cinco con los Montreal Canadiens (1973, 1976, 1977, 1978 y 1979 ), uno con los Pittsburgh Penguins en 1992 y tres con los Detroit Red Wings (1997, 1998 y 2002). 

## Primeros años
Bowman nació el 18 de septiembre de 1933 en Verdún, Quebec. Jugó en las ligas menores de hockey hasta que una fractura de cráneo provocada por un corte de Jean-Guy Talbot puso fin a sus aspiraciones de juego.